# Saint-Sulpice-de-Grimbouville
Saint-Sulpice-de-Grimbouville é uma comuna francesa na região administrativa da Normandia, no departamento de Eure. Estende-se por uma área de 4,3 km². Em 2010 a comuna tinha 162 habitantes (densidade: 37,7 hab./km²).